# Districtes del Cantó de Ticino

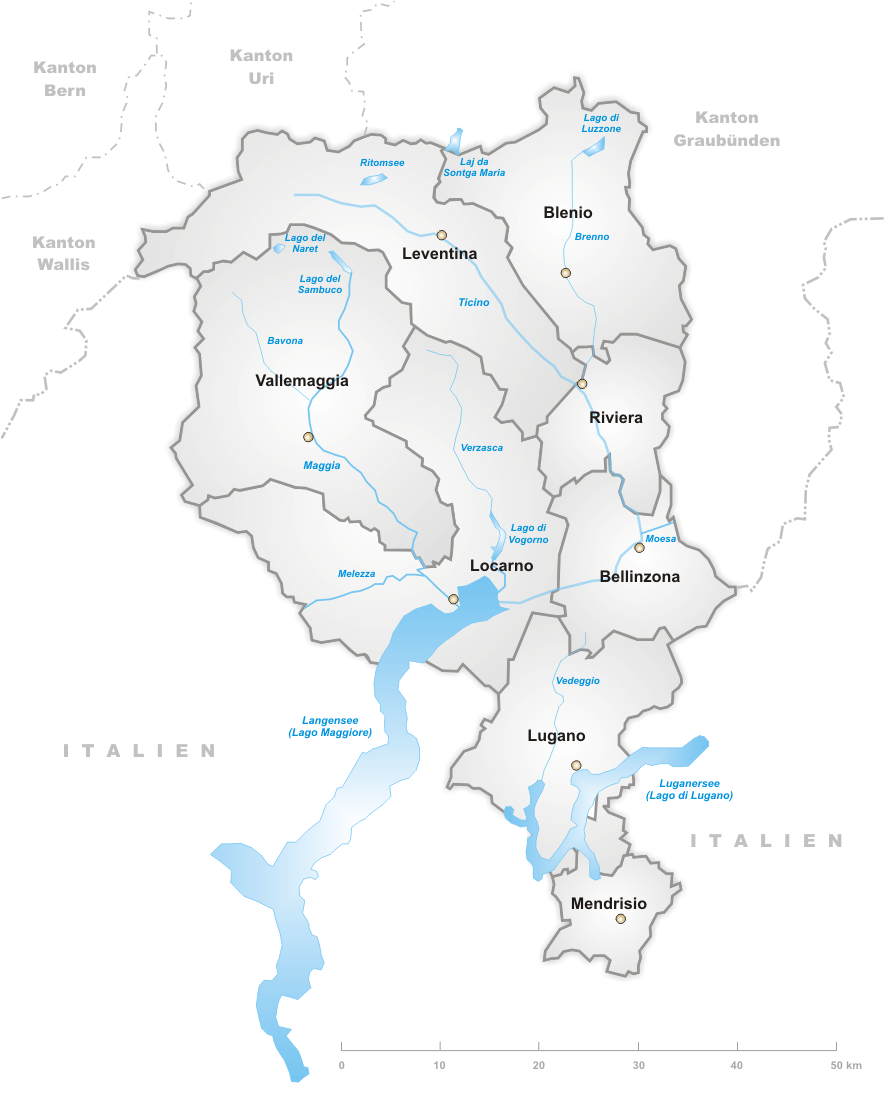
Districtes del Cantó de Ticino

Els districtes del Cantó de Ticino (Suïssa) són 8 (desembre de 2008) i agrupen els 181 municipis del cantó. Tots tenen l'italià com a llengua oficial.

## Districtes
| Nom         | Municipis | Població (2007) | Superfície (km²) | Denistat (hab./km²) |
| ----------- | --------- | --------------- | ---------------- | ------------------- |
| Bellinzona  | 19        | 46588           | 211.85           | 219.91              |
| Blenio      | 5         | 5664            | 360.57           | 15.71               |
| Leventina   | 18        | 10164           | 479.66           | 21.19               |
| Locarno     | 39        | 61076           | 550.93           | 110.86              |
| Lugano      | 63        | 136296          | 301.78           | 451.64              |
| Mendrisio   | 24        | 47868           | 100.88           | 474.50              |
| Riviera     | 6         | 12039           | 166.46           | 72.32               |
| Vallemaggia | 8         | 5833            | 569.34           | 10.25               |
| Total       | 181       | 325528          | 2741,47          | 118.74              |